# Pridvorica (Lajkovac)
Pour les articles homonymes, voir Pridvorica.
Pridvorica (en serbe cyrillique : Придворица) est un village de Serbie situé dans la municipalité de Lajkovac, district de Kolubara. Au recensement de 2011, il comptait 195 habitants.

## Démographie
| 1948 | 1953 | 1961 | 1971 | 1981 | 1991 | 2002 | 2011 |
| ---- | ---- | ---- | ---- | ---- | ---- | ---- | ---- |
| 443  | 437  | 412  | 360  | 313  | 277  | 227  | 195  |

|  |